# Хлопковый блестящий чирок
Хло́пковый блестя́щий чиро́к или инди́йский ма́лый гусь или гирья (лат. Nettapus coromandelianus) — птица из рода блестящих чирков семейства утиных (Anatidae). Обитает в тропических районах Австралии и Азии. Имеет два подвида.

## Описание
Размер хлопкового блестящего чирка — 30—38 см. Масса самца 255—312 г, самки 185—255 г (N. c. coromandelianus), подвид N. c. albipennis крупнее — самец 311—495 г, самка 255—439 г. Размах крыльев около 57 см.

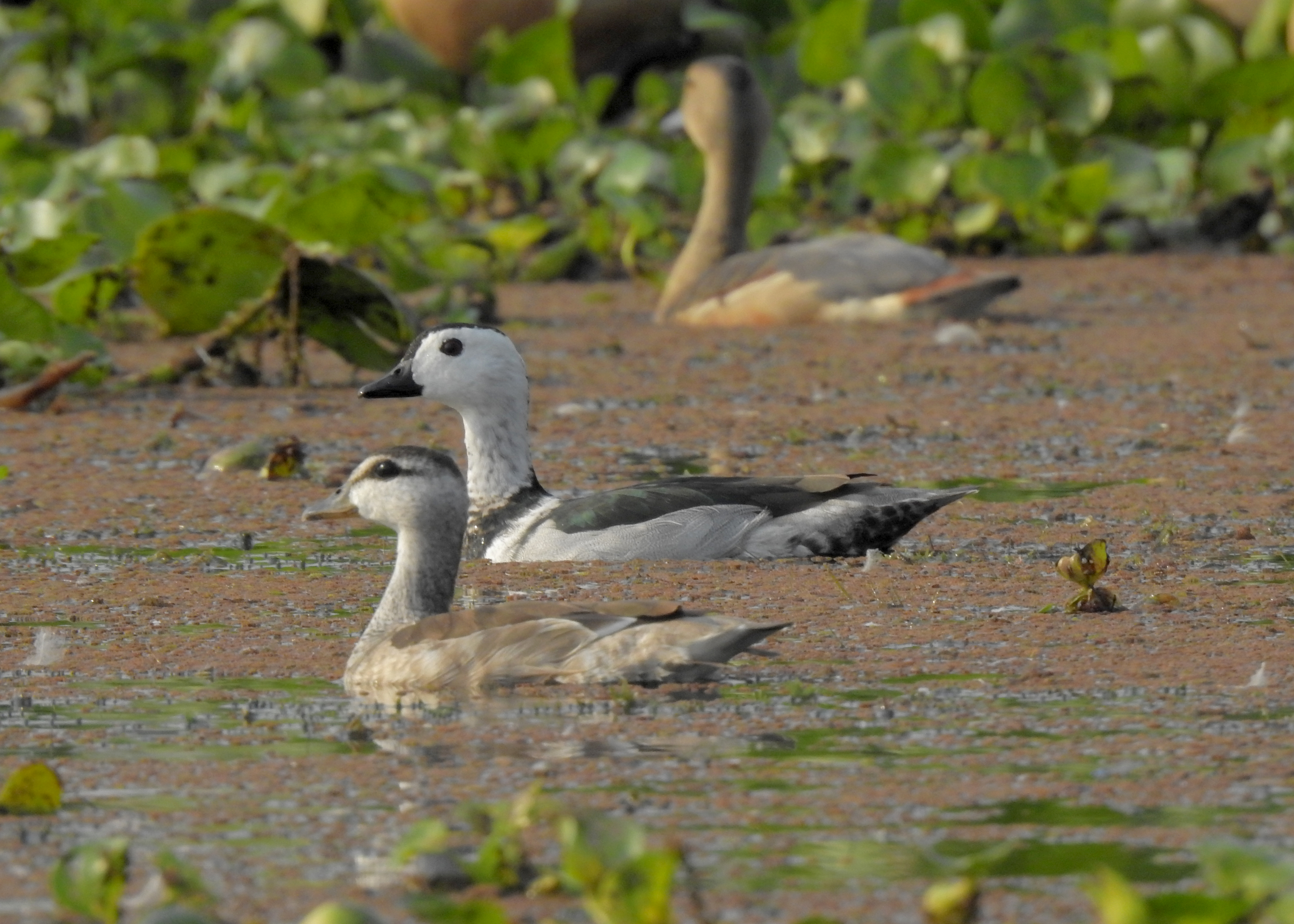
Самец и самка

Отличается от австралийского блестящего чирка (Nettapus pulchellus) более светлым окрасом и другим рисунком крыльев в полете. Гнездящийся самец — зелёный сверху, с узкой тёмной грудкой, тёмной короной и белым лицом, с полностью чёрным клювом, серо-оливковыми ногами и малиново-красными глазами.
Взрослая самка имеет четкую полосу на глазах, более обширную корону, тёмно-коричневые глаза, коричневатый (сверху) жёлтый клюв, коричневую спину и более тёмное подбрюшье.
Негнездящийся самец более или менее похож на самку, но имеет больше белого на оперении (как сверху, так и снизу) и более белую голову. Молодые особи похожи на самок, но лишены переливов и имеют более отчетливую полоску на глазах.

## Биология
Населяет хорошо покрытые растительностью глубокие пресноводные водоёмы, озёра и лагуны с большим количеством плавающей и притопленной растительности в тропических низменностях. Также встречается на болотах, затопленных рисовых полях, реках и ручьях. Иногда встречается в мангровых зарослях.
В полуостровной Малайзии предпочитает различные типы водно-болотных угодий по сезонам, выбирая открытые водоёмы в зимний период, а в другое время — места с неподвижной водой или медленным течением, окруженные растительностью.
В основном ведёт оседлый образ жизни, с некоторыми рассеянными перемещениями, которым способствуют обширные наводнения в сезон дождей.

## Поведение

### Песня
Это довольно шумная птица с выраженным половым диморфизмом в вокализации, причем вокализации самки обычно более мягкие. Самец издает громкий, характерный, дребезжащий звук «rick rick roo» в полёте, агрессивное носовое «grr», носовое «quack» или металлическое «chak chak chak» при беспокойстве. Самка издает «tuck-it, tuck-it» в агрессии или возбуждении. Когда её беспокоят — тихий, музыкальный «tick-a-tick-a-tick» или «wick, wick, wick», похожий на звук, издаваемый ржавой петлей.

### Питание
В рацион входят семена, травы, зелёные части водных растений и некоторые беспозвоночные (насекомые). Добывает пищу, перемещаясь среди плавающей растительности, обычно опустив голову на поверхность воды, фильтруя пищу во время плавания и заглатывая её с помощью периодических рывков головы вверх. Ныряет редко. Обычно питается парами или небольшими стайками, но собирается в более крупные группы во время местного негнездового сезона.

### Размножение
Сезон гнездования переменный, обычно во время дождей. Откладка яиц происходит в ноябре-феврале в южном Квинсленде, Австралия. В полуостровной Малайзии спаривание часто отмечается в конце марта-августе, но точных данных о размножении в этом регионе нет.
Моногамен и пары, вероятно, долговечны. Гнёзда располагаются в дуплах деревьев (в исключительных случаях в дырах зданий) с дном, выстланным пухом и перьями. Место для гнезда выбирают оба члена пары.
В кладке 6—16 яиц белого или кремового цвета, хотя чаще всего 6—9. Размер яйца — 38—47 мм × 29,7—35,6 мм (N. c. coromandelianus) или 46.8 мм × 36 мм (N. c. albipennis), масса — 27 г (N. c. coromandelianus) или 33 г (N. c. albipennis).
Период насиживания неизвестен, но насиживает только самка. Птенцы имеют коричневую окраску сверху, белую снизу, очень похожи на птенцов австралийского блестящего чирка (Nettapus pulchellus).

## Подвиды и распространение
Вид был описан Иоганном Фридрихом Гмелиным в 1789 году.
По данным базы Международного союза орнитологов в составе вида Nettapus coromandelianus выделяют 2 подвида:
- N. c. coromandelianus (Gmelin, JF, 1789). Индия, Китай, Индонезийский архипелаг и Новая Гвинея.
- N. c. albipennis Gould, 1842. Северо-восток Австралии.